# (19226) Peiresc
(19226) Peiresc (1993 RA8) – planetoida z pasa głównego asteroid okrążająca Słońce w ciągu 6,13 lat w średniej odległości 3,35 j.a. Odkryta 15 września 1993 roku.
Nazwa planetoidy upamiętnia francuskiego astronoma, odkrywcę Wielkiej Mgławicy w Orionie.